# Oculi
Oculi (Latijn voor  'ogen') is de derde zondag in de Veertigdagentijd, een periode van bezinning in het christendom als voorbereiding op het Paasfeest.
Deze zondag is genoemd naar de beginwoorden van het introitusgezang, Oculi mei semper ad Dominum, "Mijn ogen zijn altijd gericht op de Heer" (Psalm 25,15).
| Latijn | Nederlands |
| --- | --- |
| Oculi mei semper ad Dominum, quia ipse evellet de laqueo pedes meos: respice in me, et miserere mei, quoniam unicus et pauper sum ego. | Mijn ogen zijn steeds op de Heer gericht: Hij zal mijn voeten uit de strik bevrijden. Zie naar mij om en wees mij genadig, want eenzaam ben ik en hulpeloos. |